# Blazar
 (mars 2025).
Améliorez-le ou discutez des points à vérifier. 
Ne doit pas être confondu avec Pulsar, Quasar, Microquasar ou Quasi-étoile.
Un blazar (en anglais : blazing quasi-stellar radiosource, que l'on peut traduire par « source radio éclatante quasi stellaire »), dont le nom est la contraction de BL Lac et de quasar est, en astronomie, un noyau actif de galaxie très compact dont le jet astrophysique est fortement orienté vers la Terre et dont l'émission  électromagnétique couvre l'ensemble du spectre, de la bande radio aux rayons gamma. Le premier blazar découvert est BL Lacertae, identifié initialement comme une étoile variable irrégulière en 1929 par Cuno Hoffmeister, un astronome allemand spécialisé dans l'observation des étoiles variables. Ce n'est qu'en 1974 que la nature extragalactique de l'objet est mise en évidence, après que John Oke et James Gunn ont estimé son décalage vers le rouge à 0,07, révélant qu’il est situé à ∼ 900 millions d'a.l. (∼ 276 Mpc).

## Définition

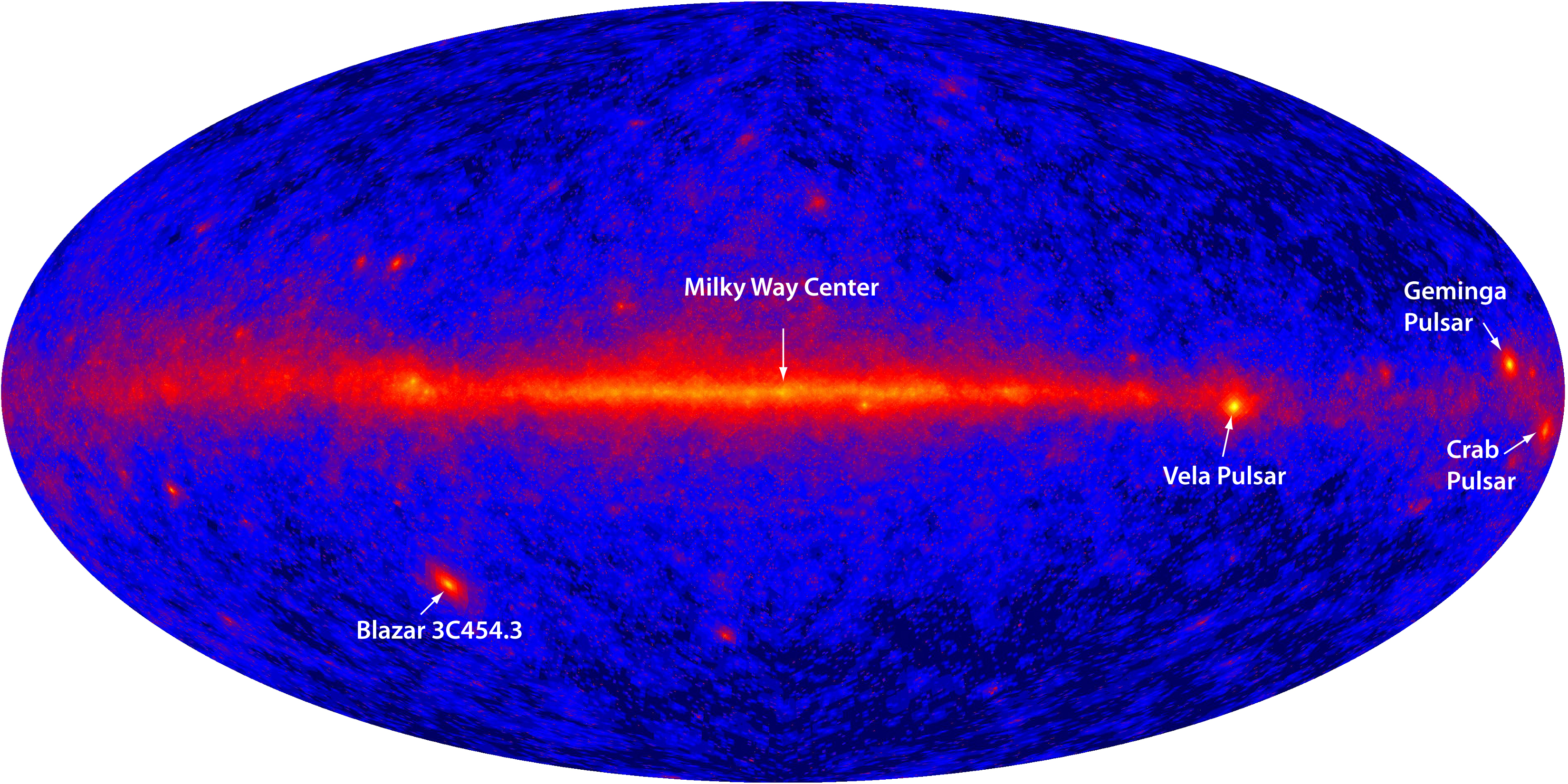
Cartographie entière du ciel dans les rayons gamma par le télescope spatial Fermi. En bas à gauche est situé le blazar de très haute énergie 3C 454.3, l'une des sources les plus énergétiques de l'Univers observable.

Un blazar est une sous-catégorie des noyaux actifs de galaxie, caractérisée par une structure compacte et l’émission d’un jet astrophysique fortement orienté vers la Terre. Cette orientation particulière amplifie fortement le rayonnement observé en raison de l’effet Doppler relativiste, classant ces objets parmi les plus intrinsèquement brillants du ciel à travers l'ensemble du spectre électromagnétique. 
Ils appartiennent à la classe des objets radio-loud, c'est-à-dire des noyaux actifs possédant des jets détectables en ondes radio, et se divisent en trois sous-catégories : 
- les objets BL Lacertae (BL Lacs), qui montrent une émission dominée par un continuum non thermique, ainsi qu'une variabilité irrégulière. Leur spectre optique est sans particularité ou présente uniquement des raies d'absorption d'origine galactique et des raies d'émission faibles et étroites[1]. Leur variabilité est dominée par des processus internes au jet relativiste (turbulences, chocs internes, instabilités magnétiques). Ils sont identifiés par un indicatif commençant par « BZB » ;
- les quasars radio à spectre plat, au spectre optique présentant de larges raies d'émission et des caractéristiques blazar dominantes ; identifiants en « BZQ »[1] ;
- les blazars de type incertain, ayant un comportement de transition entre les premiers, par exemple, présence/absence occasionnelle de larges lignes spectrales ; identifiants en « BZU »[1].

Les quasars radio à spectre plat (FSRQ) ont été empiriquement définis selon des caractéristiques différentes des quasars variables optiquement violents (OVV), des quasars hautement polarisés (HPQ) et des quasars dominés par le noyau (Core-dominated quasar, CDQ). Toutefois, il est désormais généralement admis qu'il s'agit d'un même type d'objet céleste. En plus des variations du jet, l’instabilité du disque d'accrétion influence aussi la variabilité optique.

## Découverte

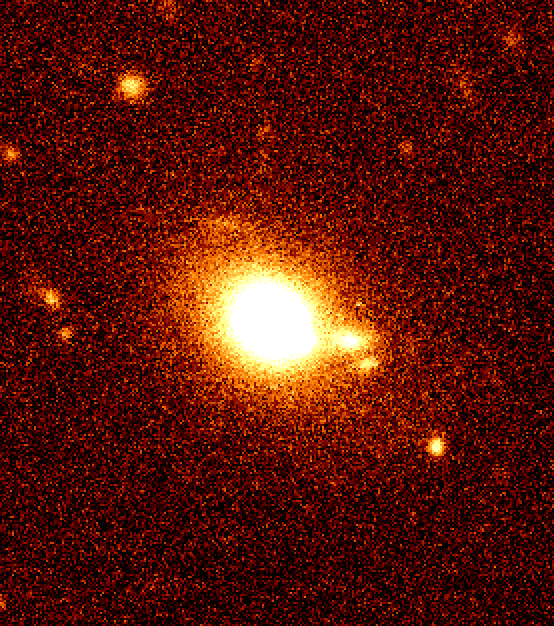
L'objet BL Lacertae H0323+022 pris par le NTT de l'ESO. La galaxie hôte et les compagnons proches sont visibles.

Le terme blazar, provenant de blazing quasi-stellar radiosource, est introduit en 1978 par l’astronome américain Edward Spiegel et proposé pour regrouper les objets BL Lacertae et les quasars radio à spectre plat, deux classes de noyaux actifs de galaxie présentant des caractéristiques d’émission extrêmes.
Le premier blazar observé en tant que tel est BL Lacertae, pris alors à tort pour une étoile variable par l'astronome allemand Cuno Hoffmeister en 1929. Il reçoit en conséquence une désignation d'étoile variable. Puis en 1968, l'astronome John Smith fait le lien entre BL Lacertae et la source de rayonnement radio VRO 42.22.01, et met en évidence que la radiosource est entourée par une galaxie très diffuse. En 1974, John Oke et James Gunn établissent son décalage vers le rouge à 0,07, montrant qu'il ne s'agit pas d'une étoile mais bien d'une source extragalactique.

## Propriétés spectrales
Depuis la découverte de BL Lacertae en 1929, il est admis que le blazars présentent des propriétés d'observation extrêmes, telles qu'une variabilité multi-longueur d'onde rapide et forte, une polarisation élevée et variable, des émissions de rayons gamma (γ) fortes et variables ainsi qu'un mouvement supraluminique apparent aux fréquences radio. Ces propriétés d'observation sont caractéristiques du jet relativiste, qui pointe vers l'observateur.
Les blazars émettent un rayonnement, à dominance non thermique, sur tout le spectre électromagnétique. Une distribution spectrale d'énergie classique d'un blazar affiche un spectre dominé par deux émissions bien distinctes. La première, de faible énergie, s'étend dans la gamme des ondes radio aux rayons X mous et est attribuée au rayonnement synchrotron des électrons relativistes dans le jet. La deuxième, de plus haute énergie et qui culmine aux longueurs d'onde X durs et γ, a une origine plus diverse.
Il est admis que le rayonnement de haute énergie est produit par la diffusion Compton inverse. Cependant, certains modèles montrent qu’il existe d'autres mécanismes qui pourraient également contribuer à ce rayonnement : 
- l'interaction entre des protons énergétiques et des photons ou d’autres protons dans le jet du blazar résulterait en une cascade de particules secondaires qui rayonnent à haute énergie. Cela pourrait expliquer la détection de neutrinos de haute énergie en provenance des blazars ;
- les protons relativistes se déplaçant en spirale autour des champs magnétiques du jet peuvent émettre des rayons gamma par rayonnement synchrotron. Ce mécanisme est malgré tout moins efficace que pour les électrons (car les protons sont plus lourds), mais il pourrait expliquer une partie de l’émission gamma observée[7].

## Production de neutrinos
La production de neutrinos dans les blazars est principalement due aux interactions hadroniques impliquant des protons ou des noyaux énergétiques accélérés dans les jets relativistes. Deux mécanismes principaux peuvent être responsables de cette production : 
- lorsque des protons ultrarelativistes entrent en collision avec des photons de basse énergie (issus du disque d'accrétion), ils peuvent produire des pions par réaction proton-photon. Cette interaction produit deux types de pions, le pion neutre, qui se désintègre en photons gamma, et le pion chargé, qui se désintègre en neutrinos et muons. Ce processus produit donc des neutrinos muoniques et électroniques ;
- si des protons relativistes entrent en collision avec d’autres protons dans le jet ou l’environnement du blazar, ils produisent aussi des pions selon une réaction proton-proton. Celle-ci crée également des pions neutres et chargés, et ainsi des neutrinos.

Ainsi, la production de neutrinos dans les blazars est une conséquence directe des interactions entre protons énergétiques et photons ou protons. La détection de neutrinos par IceCube, comme pour le blazar TXS 0506+056, soutient l'idée que certains blazars pourraient être des sources de neutrinos de haute énergie et contribuer aux rayons cosmiques ultra-énergétiques.

## Variations
Les variations observées dans les blazars sont dues à plusieurs phénomènes physiques liés à la dynamique du jet relativiste et aux propriétés du trou noir supermassif. Ces variations se produisent à différentes échelles de temps (minutes, heures, jours voire plusieurs années) et sur l'ensemble du spectre électromagnétique.

### Turbulence et instabilités magnétiques dans le jet
Le jet relativiste d’un objet BL Lacertae est un milieu dynamique soumis à d’importantes turbulences et instabilités magnétiques, qui jouent un rôle majeur dans les variations de luminosité observées. Ces jets sont alimentés par la matière tombant vers le trou noir supermassif central, laquelle est ensuite accélérée à des vitesses relativistes le long des lignes de champ magnétique. Cependant, cette accélération ne se fait pas de manière uniforme : des variations dans l’injection de plasma, causées par des irrégularités du disque d’accrétion, modifient périodiquement la densité des électrons relativistes dans le jet.
Lorsque ces électrons se déplacent en spirales autour des lignes de champ magnétique, ils produisent une émission synchrotron dont l’intensité dépend directement de la densité du plasma et de l’intensité du champ magnétique, créant une variabilité. Le jet peut également subir des instabilités magnétohydrodynamiques, qui peuvent tordre les lignes de champ et provoquer des reconnexions magnétiques, libérant ainsi de grandes quantités d’énergie sous forme de sursauts de lumière,.
Un autre phénomène amplifiant la variabilité est la formation d’ondes de choc internes : lorsque différentes régions du jet se déplacent à des vitesses légèrement différentes, elles entrent en collision et génèrent des fronts de choc qui accélèrent les électrons présents dans le jet, augmentant temporairement la luminosité.

### Orientation et effet Doppler relativiste
Les objets BL Lac sont des blazars, ce qui signifie que leur jet relativiste est presque aligné avec la ligne de visée de la Terre. Cette orientation particulière induit un effet Doppler relativiste, qui amplifie considérablement la luminosité observée tout en raccourcissant les échelles de temps des variations. En effet, les électrons relativistes du jet émettent principalement dans la direction de leur mouvement, et lorsque ce mouvement est dirigé vers nous, le flux est fortement intensifié. De plus, si le jet oscille légèrement en raison de précessions ou d’instabilités, l’angle d'émission change légèrement, modifiant l’intensité apparente des rayonnements synchrotron et Compton inverse. Ces variations d’angle, même minimes, peuvent provoquer d’importantes fluctuations de luminosité sur des échelles de temps courtes, parfois de l’ordre de quelques heures seulement.

### Éclats d’émission gamma
Les BL Lacs peuvent également connaître des éclats très intenses de rayonnement gamma, souvent détectés par des télescopes spatiaux comme Fermi-LAT. Ces éruptions peuvent être causées par plusieurs mécanismes, notamment des collisions entre différentes régions du jet, qui libèrent une grande quantité d’énergie sous forme de rayonnement gamma par le processus de diffusion Compton inverse. Dans ce processus, les électrons relativistes du jet interagissent avec des photons de basse énergie (issus du disque d’accrétion ou de sources externes) et les propulsent à des énergies gamma.
Une autre explication possible repose sur la précession du jet, qui peut faire apparaître des régions d’émission plus intenses lorsque la direction du jet s’aligne momentanément de manière plus parfaite avec la ligne de visée de la Terre. Ce phénomène, similaire à ce que fait un phare, peut expliquer pourquoi certains BL Lac connaissent des périodes de forte activité gamma suivies de phases plus calmes. Ces éclats gamma sont souvent imprévisibles et peuvent durer de quelques heures à plusieurs jours.

## Quelques exemples
- S5 0014+81, constellation de Céphée, un des quasars les plus lumineux connus contenant l'un des trous noirs les plus massifs jamais recensés.
- BL Lacertae, constellation du Lézard, distance 900 millions d'années-lumière.
- OJ 287, constellation du Cancer, distance 3,5 milliards d'années-lumière.
- 3C 279, constellation de la Vierge, distance de 5 milliards d'années-lumière.
- TXS0506+056, distant de plus de 4 milliards d'années-lumière, émetteur en 2017 d'un neutrino particulièrement énergétique (290 TeV, plus de 20 fois celle des collisions proton-proton du LHC)[15],[16]. Des travaux ultérieurs ont montré que des neutrinos ayant la même provenance avaient été détectés en 2014 par IceCube[17].